# Barry Stevens
Barry Stevens (1902 – 1985) foi uma escritor e gestalt-terapeuta norte-americana. Reconhecida por sua significativa contribuição à Gestalt-terapia, desenvolveu uma abordagem distintiva no campo do trabalho corporal, fundamentada na conscientização dos processos corporais. Durante a década de 1970, tornou-se notável como uma figura proeminente no Movimento do Potencial Humano, embora tenha persistentemente declinado qualquer tentativa de assumir um papel destacado nesse contexto.
Trabalhou com Fritz Perls, Carl Rogers e outros terapeutas. Bertrand Russell e Aldous Huxley estavam entre seus amigos. Fritz Perls descreveu Barry Stevens como "um terapeuta nato".

## Vida
Stevens, originalmente chamada Mildred Fox, alterou seu nome para "Barry" em um momento posterior. Ela foi esposa do pediatra Albert Mason Stevens, reconhecido por co-descobrir a síndrome de Stevens-Johnson.
Barry Stevens se autodenominava uma "desistente do ensino médio em 1918, porque aquilo que queria aprender não era ensinado na escola". Em 1934, ela e seu marido se mudaram para o Havaí. Antes do falecimento de Albert Mason Stevens, em 1945, Barry retornou ao continente. Trabalhou na Orme Ranch School, próxima a Prescott, Arizona, e entre 1948 e 1951 atuou como assistente administrativa no Deep Springs College, perto de Big Pine, Califórnia. Posteriormente, exerceu a função de editora em Albuquerque, Novo México, antes de se estabelecer na Califórnia.
Barry Stevens foi mãe de Judith Sande Stevens (1925–2011) e de John O. Stevens (1935–2018), que também se destacou como escritor, Gestalt-terapia e treinador de Programação Neurolinguística (PNL), sendo conhecido pelo nome Steve Andreas.

## Publicações
Entre as publicações de Barry Stevens destaca-se Não apresse o rio (ele corre sozinho), um relato em primeira pessoa de suas explorações na terapia Gestalt. A obra retrata um período de vários meses em 1969, quando a autora esteve no Instituto Gestalt de Fritz Perls, no Lago Cowichan, Ilha de Vancouver, no Canadá. De maneira sensível, Stevens descreve tanto a teoria e a prática da terapia Gestalt quanto sua relação com Perls, oferecendo um retrato vívido do terapeuta em seus últimos meses de vida.
Além disso, Barry Stevens explorou o Zen Budismo, a filosofia de Jiddu Krishnamurti e práticas religiosas indígenas americanas em busca de um aprofundamento da experiência pessoal e de meios para lidar com dificuldades. Alternando relatos de diferentes períodos de sua vida, sua obra tornou-se um sucesso entre os círculos da psicologia humanista. Para Stevens, era essencial uma mudança radical na maneira como se encara a vida: "Precisamos nos virar de cabeça para baixo e reverter nossa abordagem à existência."
Sua primeira obra publicada foi Hide-away Island (1934), um romancecom elementos autobiográficos que narra a história de uma mulher vivendo no extremo oposto de Long Island.
Ela conheceu Nakata Yoshimatsu, ex-valete de Jack London, no Havaí, na década de 1930, e o auxiliou a registrar suas memórias. Além disso, escreveu um artigo sobre Nakata, publicado postumamente em 2000.